# Massmedieteorier
Massmedieteorier är teorier om hur massmedia används, i vilket syfte den används, i vilken form den yttrar sig samt hur den mottas av samhället och dess individer.
Exempel på vilken form media yttrar sig i kan vara dessa varianter av media, radio, TV, Internet mm är exempel på vilka som kan utnyttjas för att framföra sitt budskap. När det talas om massmedieanvändande finns flera syften såsom underhållningssyfte, informeringssyfte (exempelvis kan man informera sig om matchresultat i fotboll utan att vara på plats) men även användande av ren vana räknas som ett syfte. Ett exempel för att visa underhållningssyftet skulle kunna vara att man nästan dagligen kollar på något roligt klipp på youtube.com för att få sig ett gott skratt.
Resultaten av hur massmedia mottas av publiken samt hur det påverkar samhället i stort kan det spekuleras om i evigheter men det går att dela upp i såväl positiva som negativa resultat. En positiv effekt skulle kunna vara att en individ utvecklas till en bättre läsare och skribent om den samme läser mycket och litteratur av hög kvalité. En effekt av hur massmedia kan mottas och resultera i negativa konsekvenser skulle kunna vara försämringen av moral. En individ som till exempel tar våldsfilm på för stort allvar och inte ser den för vad det är, en spelfilm, skulle kunna utveckla ett mer våldsamt beteende. Dessa två exempel är konsekvenser på individnivå, men de skulle också kunna sättas in i ett större perspektiv, nämligen i ett samhällsperspektiv. Vi kan börja med ett positivt samhälleligt resultat av massmediemottagandet. Ju fler som till exempel skriver bättre desto högre standard blir det på litteraturen och det som skrivs i samhället. Allt detta enligt orsak och verkan principen, orsak, bättre skribenter, verkan, innebär höjd kvalité. Samtidigt kan samma sak ske via negativa mottagandena. Om flera individer får bristande moral vad gäller våld kan detta resultera i ett mer våldsamt samhälle.
Massmedier kan sedermera delas upp inom dominanta respektive kritiska paradigm. 

## Fotnoter
1. ↑  Miegel & Johansson, Kultursociologi, s.219